# Saint-Vaast-la-Hougue
Saint-Vaast-la-Hougue é uma comuna francesa na região administrativa da Normandia, no departamento Mancha. Estende-se por uma área de 6,28 km². Em 2010 a comuna tinha 1 759 habitantes (densidade: 280,1 hab./km²).